# Сонковски рејон
Сонковски рејон (рус. Сонковский район) административно-територијална је јединица другог нивоа и општински рејон на истоку Тверске области, у европском делу Руске Федерације.
Административни центар рејона је варошица Сонково. Према проценама националне статистичке службе, на подручју рејона је 2014. живело свега 8.644 становника или у просеку 8,9 ст/км².

## Географија
Сонковски рејон обухвата територију површине 970 km² и по површини је претпоследњи међу 36 рејона Тверске области. Граничи се са Кесовогорским рејоном на југу, на северу је Краснохолмски, а на западу Бежецки рејон. На истоку се граничи са рејонима Јарославске области.
Целокупна територија рејона налази се на подручју моренског Бежечког врха, у сливу горње Волге. Најважнији водотоци су реке Корожечна и Сит.

## Историја
Санковска парохија је формиран 1924. од делова Константиновске и делова Литвинске парохије Кашинског округа, да би 1927. био присаједињен Бежечком округу. Садашњи Сонковски рејон основан је 1929. године као административна јединица Московске области. У границама Тверске области је од њеног оснивања 1935. године (основан као Калињински рејон).
Привремено је био распуштен 1963, а његова етриторија присаједињена Бежечком рејону, да би поново био успостављен две године касније.

## Демографија и административна подела
Према подацима пописа становништва из 2010. на територији рејона је живело укупно 8.553 становника, а од тог броја у административном центру рејона је живело око половине укупне популације. Према процени из 2014. у рејону је живело 7.998 становника, или у просеку 8,9 ст/км².
| 1959.  | 1970.  | 1989.  | 2002.  | 2010. | 2014.  |
| ------ | ------ | ------ | ------ | ----- | ------ |
| 22.678 | 14.031 | 13.570 | 10.523 | 8.553 | 8.644* |

Напомена: према процени националне статистичке службе.
На подручју рејона постоје укупно 171 сеоско и једно урбано насеље, административно подељени на 7 сеоских и једну урбану општину. Административни центар рејона је варошица Сонково са око 4.200 становника.

## Привреда и саобраћај
Најважнији извор прихода становништва Сонковског рејона је пољопривреда (месно и млечно говедарство), а знатна средства долазе и од саобраћаја.
Варошица Сонково је један од најважнијих саобраћајних центара Тверске области, а посебно када је реч о железничком саобраћају. Преко територије рејона пролазе важни железнички правци Москва—Сонково—Санкт Петербург и Бологоје—Сонково—Рибинск.